# Tour de France 1938
32. Tour de France rozpoczął się 5 lipca, a zakończył 31 lipca 1938 roku w Paryżu. W klasyfikacji generalnej i górskiej zwyciężył Włoch Gino Bartali, a w klasyfikacji drużynowej zwyciężyła Belgia.

## Etapy
| Etap | Data     | Trasa                          | Dystans   | Zwycięzca                  | Lider wyścigu      |
| ---- | -------- | ------------------------------ | --------- | -------------------------- | ------------------ |
| 1    | 5 lipca  | Paryż – Lille                  | 215 km    | Willi Oberbeck             | Willi Oberbeck     |
| 2    | 6 lipca  | Lille – Saint-Brieuc           | 237 km    | Jean Majerus               | Jean Majerus       |
| 3    | 7 lipca  | Saint-Brieuc – Nantes          | 238 km    | Gerrit Schulte             | Jean Majerus       |
| 4 A  | 8 lipca  | Nantes – La Roche-sur-Yon      | 62 km     | Éloi Meulenberg            | Jean Majerus       |
| 4 B  | 8 lipca  | La Roche-sur-Yon – La Rochelle | 83 km     | Éloi Meulenberg            | Jean Majerus       |
| 4 C  | 8 lipca  | La Rochelle – Royan            | 83 km     | Félicien Vervaecke         | Jean Majerus       |
| 5    | 10 lipca | Royan – Bordeaux               | 198 km    | Éloi Meulenberg            | Jean Majerus       |
| 6 A  | 11 lipca | Bordeaux – Arcachon            | 53 km     | Jules Rossi                | Jean Majerus       |
| 6 B  | 11 lipca | Arcachon – Bajonna             | 171 km    | Glauco Servadei            | André Leducq       |
| 7    | 12 lipca | Bajonna – Pau                  | 115 km    | Theo Middelkamp            | André Leducq       |
| 8    | 14 lipca | Pau – Luchon                   | 193 km    | Félicien Vervaecke         | Félicien Vervaecke |
| 9    | 16 lipca | Luchon – Perpignan             | 260 km    | Jean Fréchaut              | Félicien Vervaecke |
| 10 A | 17 lipca | Perpignan – Narbona            | 63 km     | Antoon van Schendel        | Félicien Vervaecke |
| 10 B | 17 lipca | Narbona – Béziers              | ITT 27 km | Félicien Vervaecke         | Félicien Vervaecke |
| 10 C | 17 lipca | Béziers – Montpellier          | 73 km     | Antonin Magne              | Félicien Vervaecke |
| 11   | 18 lipca | Montpellier – Marsylia         | 223 km    | Gino Bartali               | Félicien Vervaecke |
| 12   | 19 lipca | Marsylia – Cannes              | 199 km    | Jean Fréchaut              | Félicien Vervaecke |
| 13   | 21 lipca | Cannes – Digne-les-Bains       | 284 km    | Dante Gianello             | Félicien Vervaecke |
| 14   | 22 lipca | Digne-les-Bains – Briançon     | 219 km    | Gino Bartali               | Gino Bartali       |
| 15   | 23 lipca | Briançon – Aix-les-Bains       | 311 km    | Marcel Kint                | Gino Bartali       |
| 16   | 25 lipca | Aix-les-Bains – Besançon       | 284 km    | Marcel Kint                | Gino Bartali       |
| 17 A | 26 lipca | Besançon – Belfort             | 89 km     | Émile Masson Jr.           | Gino Bartali       |
| 17 B | 26 lipca | Belfort – Strasburg            | 143 km    | Jean Fréchaut              | Gino Bartali       |
| 18   | 27 lipca | Strasburg – Metz               | 186 km    | Marcel Kint                | Gino Bartali       |
| 19   | 28 lipca | Metz – Reims                   | 196 km    | Fabien Galateau            | Gino Bartali       |
| 20 A | 30 lipca | Reims – Laon                   | 48 km     | Glauco Servadei            | Gino Bartali       |
| 20 B | 30 lipca | Laon – Saint-Quentin           | ITT 42 km | Félicien Vervaecke         | Gino Bartali       |
| 20 C | 30 lipca | Saint-Quentin – Lille          | 107 km    | François Neuville          | Gino Bartali       |
| 21   | 31 lipca | Lille – Paryż                  | 279 km    | Antonin Magne André Leducq | Gino Bartali       |

## Klasyfikacje
|     | Zawodnik           | Zespół     | Czas         |
| --- | ------------------ | ---------- | ------------ |
| 1.  | Gino Bartali       | Włochy     | 148h 29' 12" |
| 2.  | Félicien Vervaecke | Belgia     | +18' 27"     |
| 3.  | Victor Cosson      | Francja    | +29' 26"     |
| 4.  | Edward Vissers     | Belgia     | +35' 08"     |
| 5.  | Mathias Clemens    | Luksemburg | +42' 08"     |
| 6.  | Mario Vicini       | Włochy     | +44' 59"     |
| 7   | Jules Lowie        | Belgia     | +48' 56"     |
| 8.  | Antonin Magne      | Francja    | +49' 00"     |
| 9.  | Marcel Kint        | Belgia     | +59' 49"     |
| 10. | Dante Gianello     | Bleuets    | +1h 06' 47"  |

|    | Zawodnik           | Zespół  | Punkty |
| -- | ------------------ | ------- | ------ |
| 1. | Gino Bartali       | Włochy  | 107    |
| 2. | Félicien Vervaecke | Belgia  | 79     |
| 3. | Edward Vissers     | Belgia  | 76     |
| 4. | Dante Gianello     | Bleuets | 57     |
| 5. | Victor Cosson      | Francja | 55     |

### Drużynowa
| Poz. | Kraj                    | Czas         |
| ---- | ----------------------- | ------------ |
| 1.   | Belgia                  | 447h 10' 07" |
| 2.   | Francja                 | +43' 29"     |
| 3.   | Włochy                  | +44' 06"     |
| 4.   | Luksemburg / Szwajcaria | +3h 02' 29"  |
| 5.   | Cadets                  | +3h 11' 31"  |